# روبسية خندقية
روبسية خندقية (الاسم العلمي: Burkholderia andropogonis) هي نوع من البكتيريا، سلبية الغرام، تتبع جنس البيركهولدرية.